# Baráž

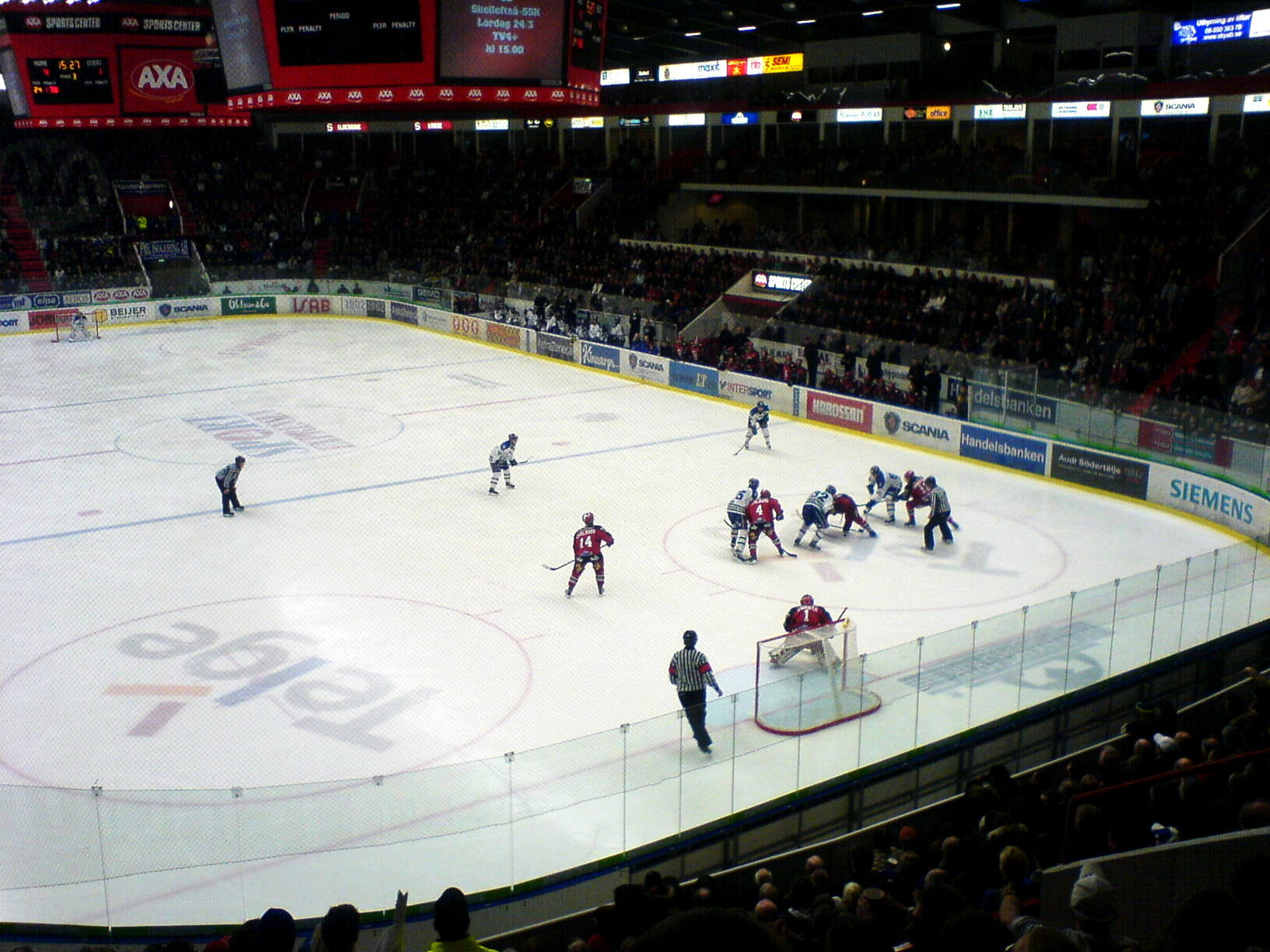
Zápas baráže v roce 2007 mezi hokejovými týmy Södertälje SK a Leksands IF ve sportovním centru Axa, ve městě Södertälje, Švédsko.

Baráž je jedno či série více utkání mezi dvěma soupeři, které má rozhodnout o postupujícím na určitý turnaj (například mistrovství světa či mistrovství Evropy) nebo o setrvání, resp. postupu a sestupu mužstev mezi dvěma sportovními soutěžemi (například mezi dvěma ligovými soutěžemi).

## Příklady baráží
- Baráž o mistrovství světa ve fotbale 2010
- Baráž o postup do Světové skupiny Fed Cupu 2019
- Baráž o českou hokejovou extraligu